# Виноробний регіон Деалу-Маре (Dealu Mare)

Регіон Мунтенія в Румунії

Повіт Прахова

Виноробні землі Деалу-Маре розташовані в румунському регіоні Мунтенія. Вони оточують муніципалітет Валя-Келугеряске в повіті Прахова, найбільш відомому своїми червоними винами, а також муніципалітет П'єтроаселе в повіті Бузеу, найбільш відомому своїми білими винами. Землі Деалу-Маре визнаються одним із найважливіших виноробних регіонів Румунії, що сягає площею близько 400 квадратних кілометрів, пролягаючи під Південними Карпатами.

## Сорти винограду
Червоні сорти винограду, вирощувані в Деалу-Маре:
- Блуфранкіш (Бургунд Маре)
- Каберне Совіньон
- Фетяска чорна
- Мерло
- Піно Нуар
- Цвайгельт

Білі сорти винограду, вирощувані в Делау-Маре:
- Бусуйоака-де-Боготін
- Шардоне
- Фетяска біла
- Feteasca regala
- Мускат Оттонель
- Піно Грі
- Рислінг Італійський
- Совіньйон блан
- Tămâioasă Românească